# Chigozie Agbim
Chigozie Agbim (Gombe, 28 novembre 1984) è un ex calciatore nigeriano, di ruolo portiere.

## Palmarès

### Nazionale
- Coppa d'Africa: 1

Sudafrica 2013